# Symbol sklenice a vidličky

Symbol výrobku určeného pro styk s potravinami

Symbol sklenice a vidličky (anglicky Food safe symbol) označuje zboží, které je určeno pro styk s potravinami. Značka je užívána v Evropské unii, Severní Americe a některých částech Asie. 
V Evropské unii její užívání povinné a to v případech, které stanoví směrnice č.1935/2004/ES. Směrnice se týká všech materiálů určených pro styk s potravinami, materiálů, které jsou ve styku s potravinami a jsou pro tento účel určeny a materiálů u nichž se dá důvodně očekávat, že přijdou do styku s potravinami, nebo že při jejich běžném nebo předvídatelném užití dojde k přenosu jejich složek do potravin. Podle této směrnice materiály a předměty určené pro styk s potravinami, které nejsou jasně určeny k tomu, aby obsahovaly potraviny, nebo se do nich potraviny balily, musí mít na etiketě slova „pro styk s potravinami“ nebo symbol skleničky a vidličky stanovený v příloze této směrnice. Jaké materiály mohou být určené pro styk s potravinami, určuje výše uvedená směrnice a v České republice vyhláška č.38/2001Sb., která původně stanovila i způsoby užívání označení symbolu sklenice a vidličky.